# Хомосасса-Спрингс (Флорида)
Хомосасса-Спрингс (англ. Homosassa Springs) — статистически обособленная местность, расположенная в округе Ситрус (штат Флорида, США) с населением в 12 458 человек по статистическим данным переписи 2000 года.

## География
По данным Бюро переписи населения США статистически обособленная местность Омосасса-Спрингс имеет общую площадь в 66,82 квадратных километров, водных ресурсов в черте населённого пункта не имеется.
Статистически обособленная местность Омосасса-Спрингс расположена на высоте 2 м над уровнем моря.

## Демография
| Год переписи        | Нас.  |  | %±    |
| ------------------- | ----- |  | ----- |
| 1990                | 6271  |  | —     |
| 2000                | 12458 |  | 98,7% |
| 1990–2000 источник: |       |  |       |

По данным переписи населения 2000 года в Омосасса-Спрингс проживало 12 458 человек, 3604 семьи, насчитывалось 5201 домашнее хозяйство и 6041 жилой дом. Средняя плотность населения составляла около 186,44 человек на один квадратный километр. Расовый состав населённого пункта распределился следующим образом: 96,65 % белых, 0,90 % — чёрных или афроамериканцев, 0,68 % — коренных американцев, 0,49 % — азиатов, 0,01 % — выходцев с тихоокеанских островов, 1,05 % — представителей смешанных рас, 0,22 % — других народностей. Испаноговорящие составили 2,09 % от всех жителей статистически обособленной местности.
Из 5201 домашних хозяйств в 25,0 % воспитывали детей в возрасте до 18 лет, 54,6 % представляли собой совместно проживающие супружеские пары, в 10,2 % семей женщины проживали без мужей, 30,7 % не имели семей. 23,9 % от общего числа семей на момент переписи жили самостоятельно, при этом 11,9 % составили одинокие пожилые люди в возрасте 65 лет и старше. Средний размер домашнего хозяйства составил 2,39 человек, а средний размер семьи — 2,80 человек.
Население статистически обособленной местности по возрастному диапазону по данным переписи 2000 года распределилось следующим образом: 21,9 % — жители младше 18 лет, 6,4 % — между 18 и 24 годами, 24,4 % — от 25 до 44 лет, 24,8 % — от 45 до 64 лет и 22,6 % — в возрасте 65 лет и старше. Средний возраст жителей составил 43 года. На каждые 100 женщин в Омосасса-Спрингс приходилось 98,1 мужчин, при этом на каждые сто женщин 18 лет и старше приходилось 94,7 мужчин также старше 18 лет.
Средний доход на одно домашнее хозяйство статистически обособленной местности составил 28 035 долларов США, а средний доход на одну семью — 31 550 долларов. При этом мужчины имели средний доход в 25 771 доллар США в год против 18 232 доллара среднегодового дохода у женщин. Доход на душу населения статистически обособленной местности составил 28 035 долларов в год. 12,0 % от всего числа семей в населённом пункте и 13,3 % от всей численности населения находилось на момент переписи населения за чертой бедности, при этом 12,3 % из них были моложе 18 лет и 7,5 % — в возрасте 65 лет и старше.